# 郯子鸪
郯子鸪（?—?），郯国的末代国君。根据《竹书纪年》记载，晋烈公六年（周威烈王十二年，前414年），越王朱勾讨伐郯国，俘虏了郯子鸪，郯国灭亡。《历代通鉴辑览》记载，周威烈王八年（前418年）越灭郯。从此，莒国亡于楚国，郯国亡于越国，少昊不得祭祀。